# Cassou (Burkina Faso)
Pour les articles homonymes, voir Cassou.
Cassou est une commune et le chef-lieu du département de Cassou de la province du Ziro dans la région du Centre-Ouest au Burkina Faso.

## Éducation et santé
Cassou accueille un centre de santé et de promotion sociale (CSPS).